# 東海北陸道高速バス

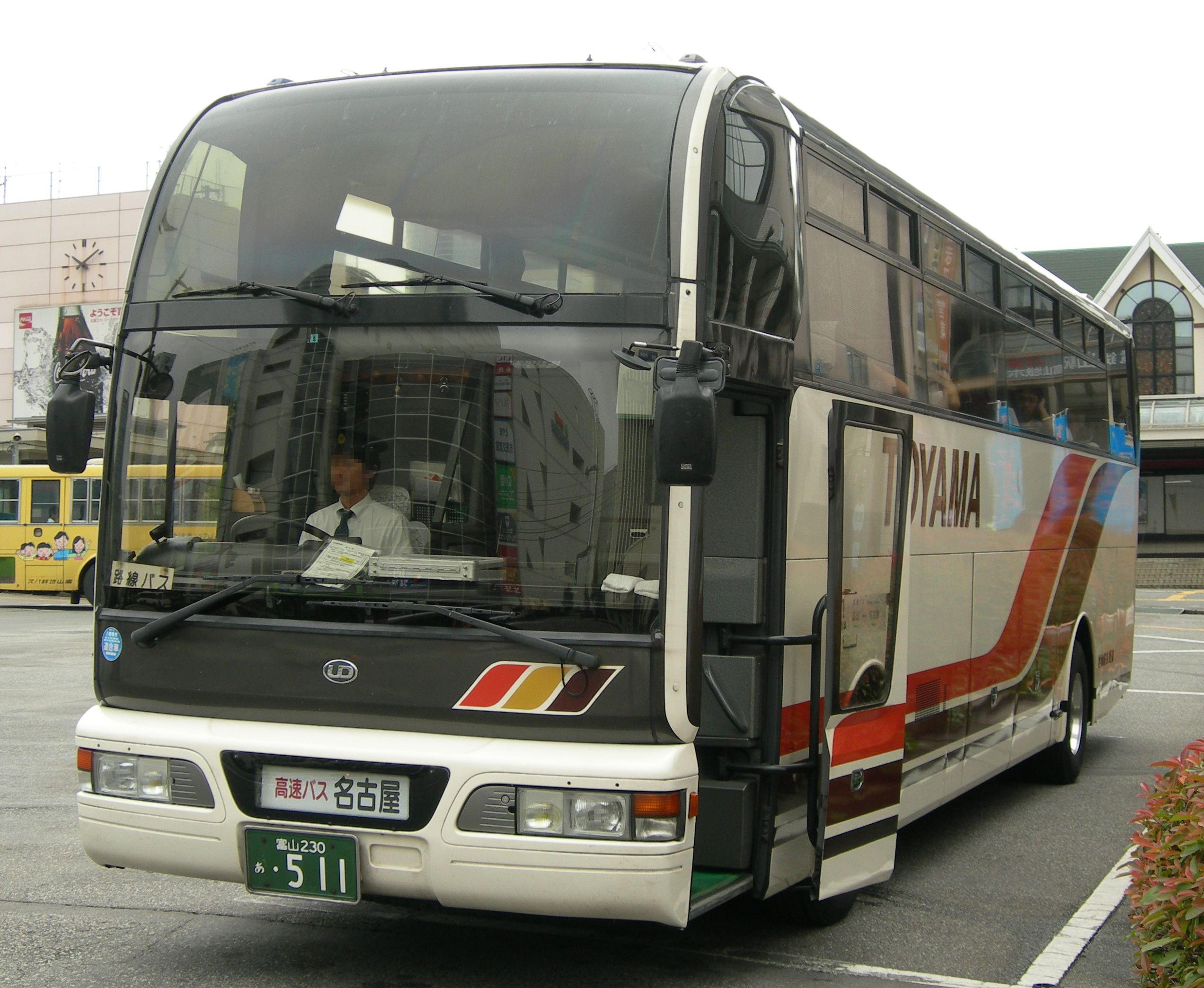
富山地鉄では元・池袋線のスペースウィングが使われていたこともある。

東海北陸道高速バス（とうかいほくりくどうこうそくバス）は、富山県富山市と愛知県名古屋市を結ぶ高速バスである。

## 運行会社
- 富山地方鉄道（富山自動車営業所）
- 名鉄バス（名古屋中央営業所）
  - 運行便の一部を名鉄観光バスに委託

## 運行経路
名鉄バスセンター（3階6番のりば） - ミッドランドスクエア前（名古屋行のみ停車） - （名駅入口／明道町出口） - （名古屋高速道路） - （一宮IC） - （名神高速道路） - （一宮JCT） - （東海北陸自動車道） - （小矢部砺波JCT） - （北陸自動車道） - （富山IC） - 西上袋 - 富山市民病院前 - 総曲輪 - 富山市役所前 - 富山駅前（南口1番のりば、電鉄富山駅正面）
※ 途中、ひるがの高原SAで休憩をとる。
片道所要時間は約3時間40分。かつては東海北陸自動車道の未開通部分を一般道経由で運行しており、その区間だけで50～60分を要していたが、2008年（平成20年）7月5日の高速道の全通時に運行経路の変更が行われ、同時に一宮IC～名鉄バスセンター間でも名岐バイパス（国道22号）から名古屋高速への乗せかえが行われ、約45分程度の大幅な時間短縮がなされ3時間台で結ぶようになった。そうした東海北陸自動車道の全通も寄与して、2009年になって名鉄バスの名古屋 - 富山間の高速バス乗客数は6割増（2009年1月を基準/前年同月比）となった、と報道されている。
2015年3月14日には富山駅に北陸新幹線が開業したが、それに伴い従来競合していた「しらさぎ」の富山発着が廃止・金沢発着へと変更され、新幹線の運行上の制約から始発列車が繰り下がった。
一方で、当路線は2014年10月以降始発を富山駅前6時20分発に繰り上げ（名鉄バスセンターには10時着）、乗り換えの必要がなく、所要時間も鉄路と遜色がないことも相まって一層の競争激化が見込まれていたが、しらさぎの片道運賃で往復できることもあり人気が急上昇し、2016年度には乗客数が初年度に比べて6.6倍に伸びており、2017年の春には乗客数が100万人を超えた。

## 運行回数
- 1日10往復（各社5往復）。

## 沿革
- 2004年（平成16年）12月22日 - 富山地方鉄道、名鉄バスが1往復ずつ担当する形で運行を開始。
- 2007年（平成19年）7月20日 - これまで繁忙期のみ2往復増便されていたが、通年で1日4往復運行となる。
- 2008年（平成20年）7月6日 - 東海北陸自動車道の全線開通に伴い運行経路変更、上下とも約45分の時間短縮。ならびに往復割引運賃を新設。
- 2009年（平成21年）4月16日 - 1日6往復に増便。｢ミッドランドスクエア前｣停留所新設（名古屋行のみ停車、降車専用）。
- 2011年（平成23年）12月15日 - 1日8往復に増便。
- 2014年（平成26年）10月1日 - 1日10往復に増便。
- 2015年（平成27年）7月1日 - 1日12往復に増便[4]。
- 2016年（平成28年）3月18日 - 1日14往復に増便[5]。
- 2017年（平成29年） - 乗客数100万人を達成。
- 2019年（令和元年）6月21日 - 運賃改定[6][7]。
- 2020年（令和2年）
  - 4月17日 - 新型コロナウイルス感染拡大の影響により、この日より1日4往復のみ（各社2往復ずつ）の運行となる[8]。
  - 4月23日 - この日より2往復のみ（名鉄バス便。富山地方鉄道便は全便運休）の運行となる[9]。
- 2024年（令和6年）7月1日 - 1日10往復に減便[10]。

## 予約システム
ハイウェイバスドットコムで予約可能。コンビニ発券が可能になっている。
座席指定制のため乗車30分前までに乗車券を購入しなければならない（もっともこれは原則であり、実際には予約が残っていれば30分前を過ぎても購入できるが、30分前を過ぎると予約を解約しキャンセル待ちの利用者に販売することがある）。

## 使用車両

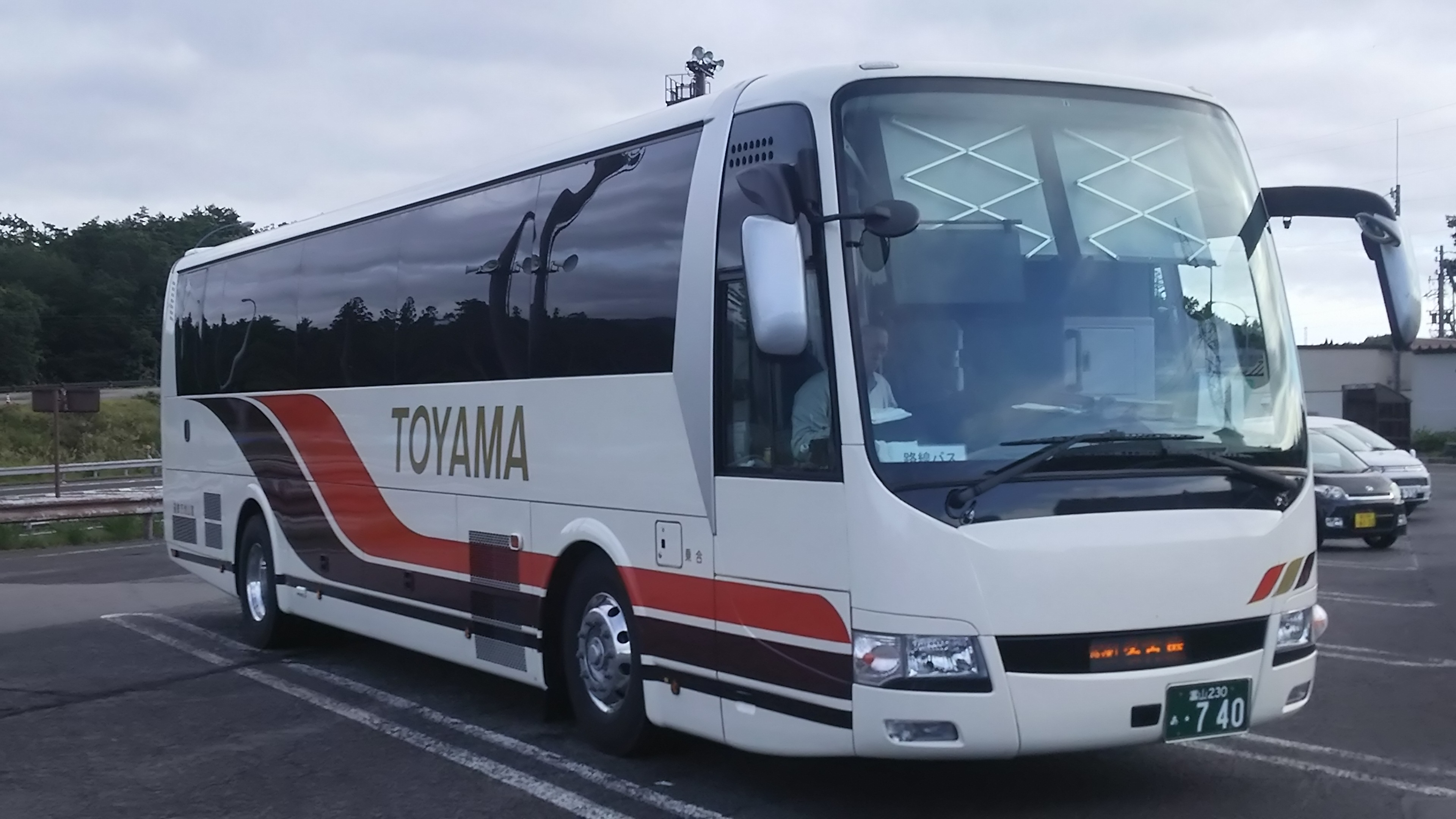
富山地鉄では近年、三菱ふそうの都市間高速車もシェアを伸ばしている。

ハイデッカー4列シート36人乗り（名鉄バス）及び38人乗り（富山地方鉄道）。基本的に補助席はない（名鉄バス：三菱ふそう・エアロエース、富山地方鉄道：日野・セレガ、三菱ふそう・エアロエース）。名鉄バスの車両にはコンセント・トイレ・Wi-Fiが搭載されている。富山地方鉄道でも2012年以降の新車にはコンセントを完備し、2019年4月1日からWi-Fiサービスも開始している。
名鉄観光バス運行便はトイレ・Wi-Fi設備無し。